# Batalion ON „Tarnowskie Góry”

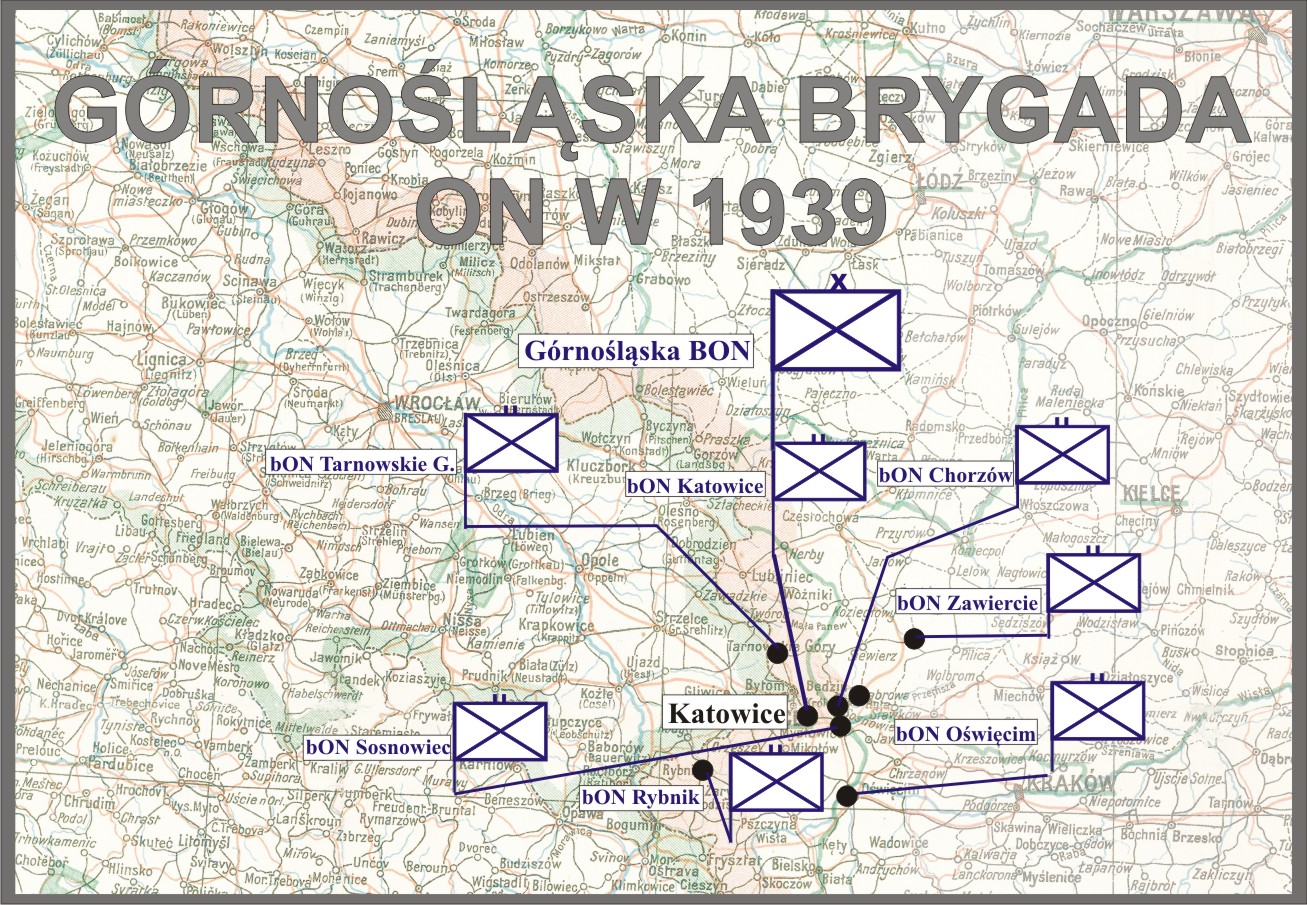
Górnośląska ON

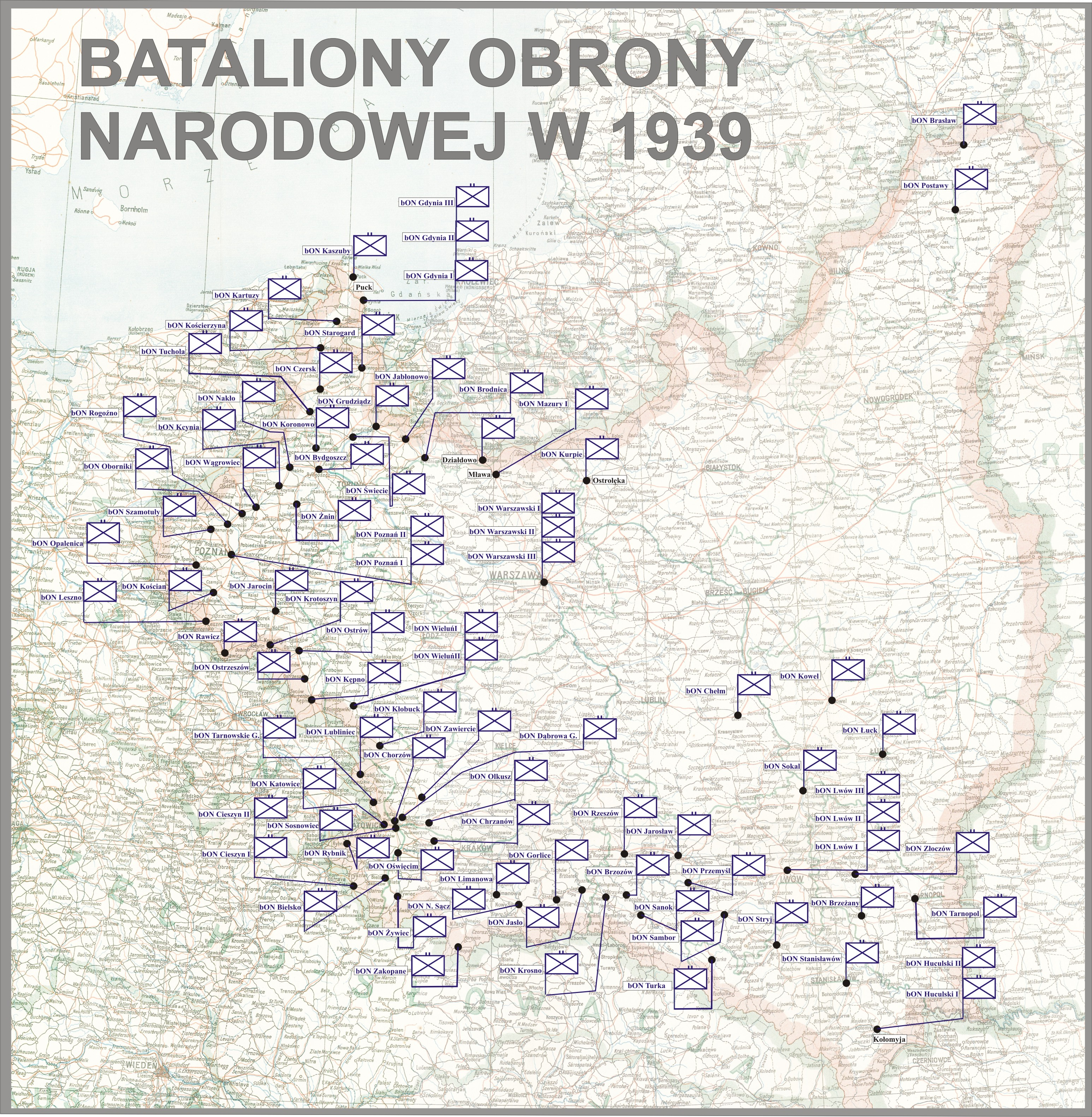
Obrona Narodowa w 1939

Tarnogórski Batalion Obrony Narodowej (batalion ON „Tarnowskie Góry”) batalion piechoty typ specjalny nr 57 – pododdział piechoty Wojska Polskiego II RP.

## Formowanie i zmiany organizacyjne
Batalion został sformowany w 1937 roku, w Tarnowskich Górach, w składzie Górnośląskiej Brygady ON. Wiosną 1939 roku został przeformowany na etat batalionu ON typ III. Jednostką administracyjną dla Tarnogórskiego batalionu ON był stacjonujący w tym samym garnizonie 11 pułk piechoty. Ze względu na reorganizacje struktur ON na Śląsku, w  batalionie ON „Tarnowskie Góry” nastąpiła zmiana terenu działania batalionu z dniem 2 sierpnia 1939 przeniesiono kompanię ON „Będzin”, do batalionu ON „Sosnowiec” w jej miejsce sformowano nową kompanię ON „Grodziec”.
W dniach 24-25 sierpnia 1939 roku, zgodnie z planem mobilizacyjnym „W”, skład osobowy Tarnogórskiego batalionu ON stał się zawiązkiem dla I rzutu batalionu piechoty typ specjalny nr 57, mobilizowanego w alarmie, w grupie jednostek oznaczonych kolorem niebieskim przez 11 pułk piechoty.
Baon piechoty nr 57 został włączony w skład 203 pułku piechoty jako I batalion.

## Batalion piechoty spec. nr 57 w kampanii wrześniowej
Kampanię wrześniową 1939 rozpoczął w składzie Oddziału Wydzielonego "Tarnowskie Góry" płk. dypl. Henryka Gorgonia.
Opis walk i działań zawarty jest w artykule o 203 pułku piechoty.

## Obsada personalna
Obsada personalna batalionu w marcu 1939 roku:
- dowódca batalionu – mjr adm. (piech.) Franciszek I Książek (*)[c]
- dowódca 1 kompanii ON „Tarnowskie Góry” – kpt. Ludwik Ślusarczyk (*)[c]
- dowódca 2 kompanii ON „Radzionków” – kpt. Ignacy Iwaszkiewicz
- dowódca 3 kompanii ON „Będzin” – kpt. Władysław Nowakowski (*)[c]

Obsada we wrześniu 1939 :
- dowódca – mjr adm. (piech.) Franciszek I Książek
- adiutant – por. rez. Pengiel
- dowódca 1 kompanii ON „Tarnowskie Góry” – kpt. Ludwik Ślusarczyk
- dowódca I plutonu – ppor. rez. Rydzewski
- dowódca II plutonu – ppor. rez. Józef Bauerek
- dowódca III plutonu – ppor. rez. Konrad Wolnica
- dowódca 2 kompanii ON „Radzionków” –  kpt. Ignacy Jan Iwaszkiewicz
- dowódca I plutonu – por. rez. Roman Makarewicz
- dowódca II plutonu – plut. pchor. rez. Benke
- dowódca III plutonu – ppor. rez. Edward Sadło
- dowódca 3 kompanii ON „Grodziec”– kpt. Władysław Andrzej Nowakowski
- dowódca I plutonu – ppor. rez. Stanisław Sokołowski
- dowódca II plutonu – ppor. rez. Jerzy Markuczyk
- dowódca III plutonu – ppor. rez. Stanisław Jaszczur
- dowódca kompanii ckm – ppor. Zbigniew Klepaczko
- dowódca I plutonu – ppor. rez. Bolesław Wlazło
- dowódca II plutonu – ppor. rez. Kazimierz Sobieraj
- dowódca III plutonu – pchor. rez. Madej
- dowódca IV plutonu – ppor. rez. Tadeusz Wehr